# Burmannia luteoalba
Burmannia luteoalba ist eine in Kambodscha beheimatete Pflanzenart aus der Familie der Burmanniaceae.

## Beschreibung
Burmannia luteoalba ist eine einjährige, blattgrüne, unverzweigt bis selten verzweigt wachsende krautige Pflanze, die eine Wuchshöhe von 12 bis 25 Zentimeter erreicht. Sie ist semi-mykotroph. Ein Rhizom ist nicht vorhanden, die Wurzeln faserförmig und kurz. Die Blätter sind in der Rosette linealisch bis lanzettlich, spitz, dreinervig, 8 bis 10 Millimeter lang und 1 bis 2,2 Millimeter breit. Sie stehen als bodenständige Rosette, die flach anliegenden Stängelblätter sind rund 4 Millimeter lang und 1,5 Millimeter breit.
Blütezeit ist September. Der Blütenstand ist ein aus zwei bis sechs Blüten bestehender endständiger Doppelwickel. Die annähernd ungestielten Blüten sind 6,3 bis 10,6 Millimeter lang und grünlich weiß mit gelben, 3,5 bis 4,5 Millimeter langen Blütenlappen. Die Blütenröhre ist zylindrisch bis dreiwinklig und 3 bis 3,5 Millimeter lang, die 2 bis 2,4 Millimeter breiten Flügel sind halbiert elliptisch bis halbiert umgekehrt-eiförmig und verlaufen von unterhalb des Fruchtknotens bis zur Mitte des äußeren Blütenlappens. Die äußeren Blütenlappen sind aufrecht, eiförmig bis dreieckig, fleischig verdickt, am Rand leicht eingerollt und 1,2 bis 1,5 Millimeter lang, die inneren dünn, aufrecht, umgekehrt-lanzettlich bis spatelförmig mit stumpfem Ende und 0,7 Millimeter lang. Die Staubfäden sind ungestielt und setzen im Blütenhüllschlund an, das Konnektiv weist zwei kurze, seitliche Arme auf, die die Thecae tragen. Der Griffel ist verdickt fadenförmig und mit den Narben zusammen so lang wie die Blütenröhre, an seinem Ende stehen die drei annähernd ungestielten, trompetenförmigen Narben.
Die Fruchtknoten sind elliptisch bis umgekehrt-eiförmig und 2,7 bis 3,5 Millimeter lang. Die umgekehrt-eiförmige Kapsel öffnet sich entlang unregelmäßiger Querschlitze. Die Samen sind elliptisch und gelb.

## Verbreitung
Burmannia luteoalba kommt nur in Kambodscha und Vietnam vor, Angaben zum Habitat fehlen.

## Systematik
Die Art wurde 1907 von François Gagnepain erstbeschrieben.